# Лісове болітце (пам'ятка природи)
Лісове́ болі́тце — гідрологічна пам'ятка природи місцевого значення в Україні. Розташована в межах Березнівського району Рівненської області, на південний захід від села Хмелівка. 
Площа 3,5 га. Статус присвоєно згідно з рішенням Рівненської облради № 322 від 05.03.2004 року. Землекористувач: ДП «Соснівський лісгосп» (Щекичинське лісництво, квартал 50, виділи 8, 9). 
Статус присвоєно з метою збереження і охорони болота, науково цінного болотного комплексу. Екосистеми цього лісового болота мають цінність як своєрідний утвір боліт-блюдець на терасі річки Случ. Це одне із найбільших за площею відомих у цій частині боліт, воно має майже круглу форму та характеризується різноманітним набором болотних угруповань. Значна частина болота заліснена березою та сосною.